# آدم حمام
آدم حمام (مواليد 11 نوفمبر 1994) هو لاعب تنس طاولة تونسي، حقق آدم الميدالية البرونزية في الألعاب الأولمبية الصيفية للشباب 2010 ضمن الفرق الأولمبية المختلطة.

## السيرة الذاتية
بعد فوزه ببطولة أفريقيا للشباب عام 2011، انضم آدم لمنتخب فرنسا الأول لتنس الطاولة في مونبلييه. وعام 2013، فاز آدم مجددًا ببطولة أفريقيا للشباب.

## طوكيو 2020
شارك آدم في دورة الألعاب الأولمبية الصيفية 2020 في طوكيو بعد فوزه في الدور نصف النهائي في منافسات فردي الرجال في دورة أفريقيا المؤهلة للأولمبياد عام 2020 في مدينة تونس.
تفاصيل المشاركة
| الرياضيّ  | الحدث        | الدور التمهيدي | الدور الأول            | الدور الثاني  | الدور الثالث  | دور الـ16     | ربع النهائي   | نصف النهائي   | النهائي / م.ب. | النهائي / م.ب. |
| الرياضيّ  | الحدث        | الخصم النتيجة  | الخصم النتيجة          | الخصم النتيجة | الخصم النتيجة | الخصم النتيجة | الخصم النتيجة | الخصم النتيجة | الخصم النتيجة  | الترتيب        |
| -------- | ------------ | -------------- | ---------------------- | ------------- | ------------- | ------------- | ------------- | ------------- | -------------- | -------------- |
| آدم حمام | فردي الرجال ‏ | –              | Lei (أوكرانيا) · خ 0–4 | لم يتأهل      | لم يتأهل      | لم يتأهل      | لم يتأهل      | لم يتأهل      | لم يتأهل       | لم يتأهل       |

## روابط خارجية
- Adam HMAM على الاتحاد الدولي لتنس الطاولة